# 산요아보시역
산요아보시역(일본어: 山陽網干駅, さんようあぼしえき)은 일본 효고현 히메지시 아보시 구에 있는 산요 전기철도 아보시 선의 역이다. 역 번호는 SY 56이다. 본 노선의 종점이다.

## 역 구조
두단식 승강장 1면 2선의 지상역이다. 역사와 개찰구는 승강장의 두단부에 있다. 과거에는 개찰 외에 역 매점 프렌즈 숍이 있었지만 2009년 11월 30일 폐점했다. 대신, 역 빌딩 내에 훼미리마트가 개점하였다.
한신 난바 선의 개통으로 본 역부터는 긴테쓰나라 역 또는 긴테쓰나고야 역이나 가시코지마 역까지 레일로 이어지게 되었다. 그러나, 한신 선 방면과의 연락운수는 가장 멀어도 우메다역 혹은 오사카난바 역까지 밖에 운행되지 않고 있다.

### 승강장
| 1・2 | ■ 아보시 선 | 시카마・히메지・산노미야 방면 |

## 역 주변
서일본여객철도(JR 서일본)의 아보시역과는 다른 아보시의 중심 시가지에 있다(JR 아보시 역과 본 역은 3km가량 떨어져 있다).
또한, 본 역이 소재한 아보시 구를 비롯한 지역을 관할하는 공공 시설은 본 역 주변에 많이 소재하고 있다.
- 우스키하치만 신사 - 10월 하순에 열리는 가을철 시제는 여행 등과 수레로 유명하다, 역에서 북쪽으로 1 km.
- 아야베 산 우메바야시・미토 자연관찰 공원(세계의 매화 공원)
- 류몬지
- 다이카쿠지
- 이보 강
- 아보시 시민 센터
- 히메지 시립 도서관 아보시 분관
- 효고 현 아보시 경찰서
- 효고 현립 아보시 고등학교
- 히메지 시립 아보시 중학교
- 국도 제250호선
- 다이세루 아보시 공장・종합 연구소 다이세루 이인관
- 히메지 아보시 우체국
- 미쓰이 스미토모 은행 아보시 지점
- 미나토 은행 아보시 지점

## 역사
- 1941년 7월 6일: 아보시 선이 전철 덴마 역(현재의 산요텐마 역)에서 연장되어 종착역으로 전철 아보시 역이 영업 개시.
- 1991년 4월 7일: 산요아보시역으로 역명 변경.

## 사진

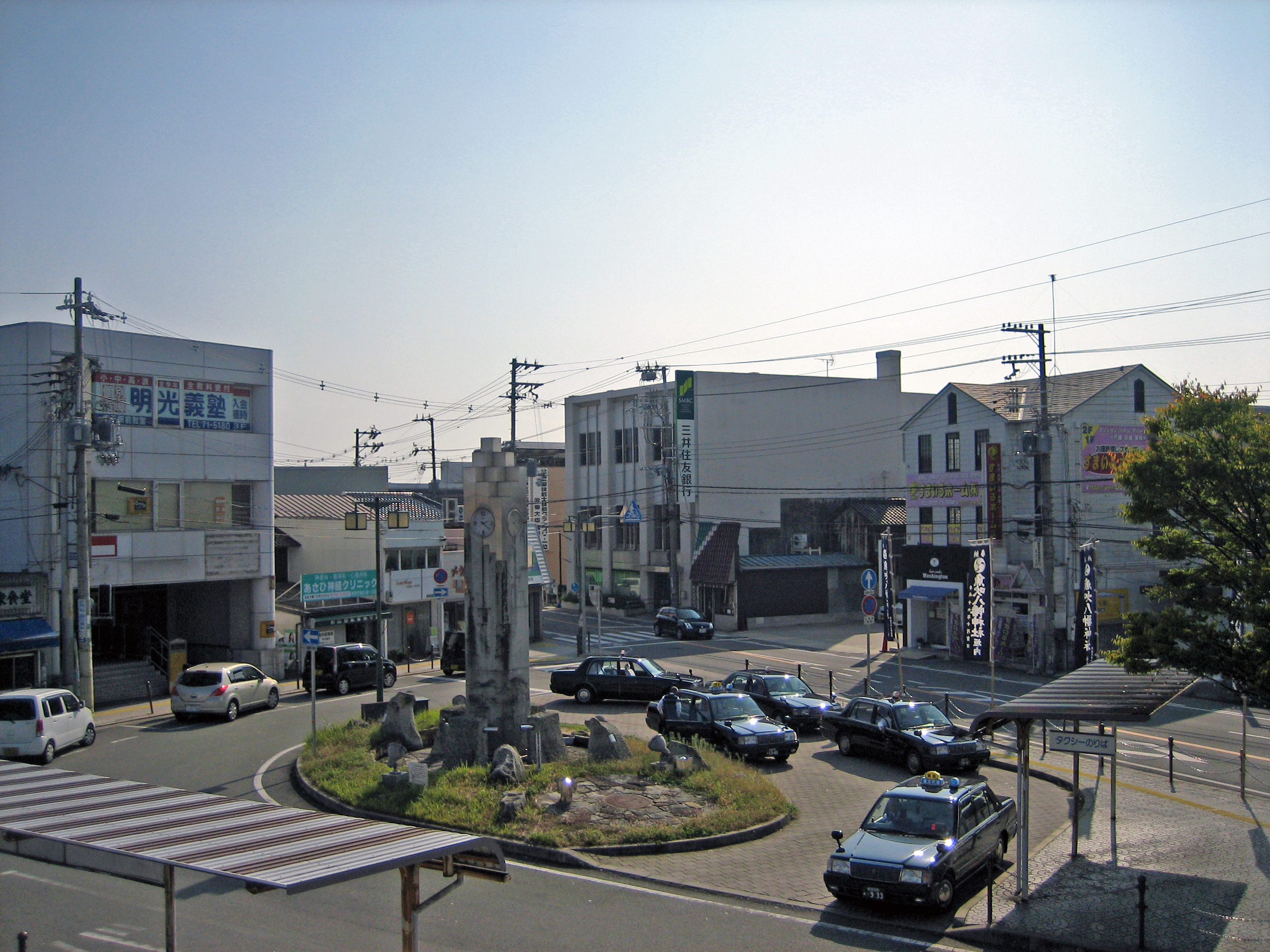
역전 광장
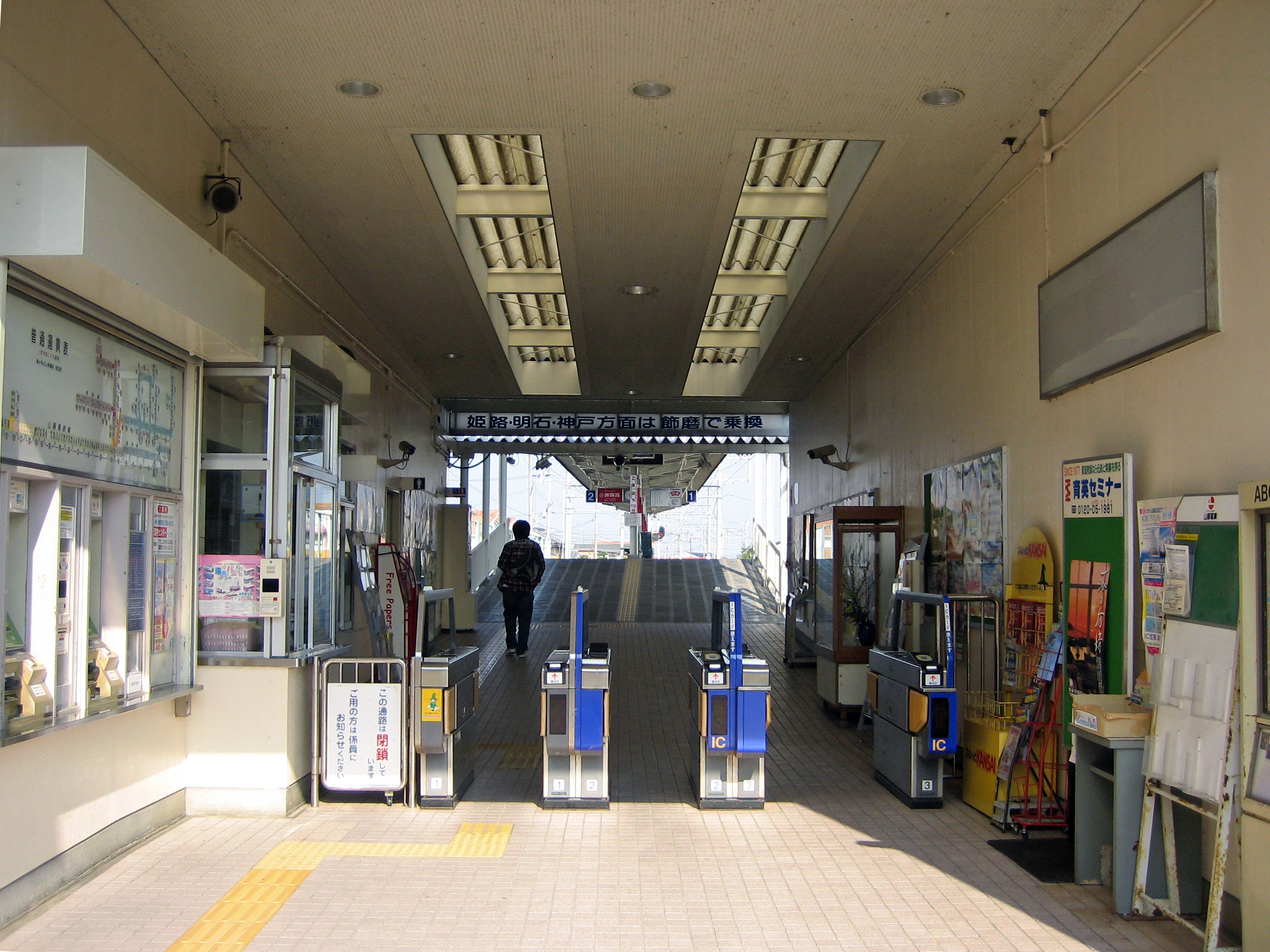
개찰구

## 인접역
| 산요 전기철도 ■ 아보시 선  | 산요 전기철도 ■ 아보시 선 | 산요 전기철도 ■ 아보시 선 |
| -------------------------- | ------------------------- | ------------------------- |
| SY 55 히라마쓰 시카마 방면 |                           | 시·종착역                 |